# 125071 Lugosi
125071 Lugosi è un asteroide della fascia principale. Scoperto nel 2001, presenta un'orbita caratterizzata da un semiasse maggiore pari a 2,3052467 UA e da un'eccentricità di 0,0696755, inclinata di 4,82687° rispetto all'eclittica.